# شيماني مالاباري
شيماني مالاباري (الاسم العلمي: Carangoides malabaricus) (بالإنجليزية: Malabar trevally)‏ هو نوع من الأسماك يتبع جنس الشيماني من فصيلة الشيميات.